# Tour Flans Primera fila
Después del éxito obtenido con su disco Primera fila: Flans, Ilse, Ivonne y Mimi (integrantes en los años 80 del grupo Flans) decidieron dar inicio a una nueva gira, la cual fue bautizada como Tour Flans Primera fila.

## Antecedentes
El 11 de agosto de 2014, a través de un comunicado de prensa, las integrantes del grupo Flans anunciaron el inicio de su Tour Flans Primera fila.
Asimismo, el trío confirmó en sus redes sociales una presentación gratuita en la ciudad de San Luis Potosí durante la Feria Nacional Potosina.

## Su primer espectáculo
La primera fecha oficial del tour fue el 26 de octubre en el Auditorio Josefa Ortiz de Domínguez de la Ciudad de Querétaro
El concierto tuvo como teloneros a un grupo queretano llamado Carma, el cual interpretó dos de sus canciones para amenizar la espera. Posteriormente la agrupación Nullo y Casali cantó tres canciones de su autoría para así dar paso a las anfitrionas de la noche.
Pasadas de las 21:00 horas el público estaba ansioso por escuchar yver bailar a Flans. En varias ocasiones corearon el nombre de la agrupación, pidiendo que ya salieran a cantar. Minutos después de las 22:00 p. m. salieron con toda esa buena actitud, buena vibra y por su puesto la gran voz que las distingue, cantando “Me gusta ser sonrisa”, y como las grandes solo basto que pusieran un pie al público queretano.
Continuaron cantando dos más de sus canciones, para después pedirle a su público que se pusieran de pie y les lanzaran una patadita de la buena suerte, ya que aquí en Querétaro es el lugar que ellas mismas decidieron empezar su Tour Flans Primera fila. Cabe mencionar que Mimí, dijo que se sentían muy nerviosas, tal y como lo vivieron cuando debutaron a nivel nacional en 1985 en el programa de variedades Siempre en domingo, ya que con esta presentación se daba inicio a esta nueva gira. En su momento, Ilse señaló que la entidad cuenta con un Centro Histórico 'precioso', en tanto que Ivonne se refirió a la belleza y tranquilidad que ofrece la ciudad de Querétaro, para después dedicar una canción a la paz que debe prevalecer en México.
Ilse, Ivonne y Mimi, su concierto estuvo lleno de grandes sorpresas, y sobre todo un gran show lleno de luces, buena música, creatividad, energía, nostalgia y sin duda momentos inolvidables para todos en con su nuevo Tour. La noche se llenó de sorpresas cuando Mimi bajo del escenario y se puso a cantar con los asistentes, mientras que Ilse como es costumbre en el tema A Cada Paso, salto del escenario para empezar a caminar encima de las butacas de lado a lado del auditorio, conviviendo con los asistentes de la noche en el recinto.

## Lista de canciones
| Presentación en Querétaro |
| --- |
| 1. Intro 2. Me Gusta Ser Sonrisa 3. Medley (Uh Ah Oh, Mosquito Bilingüe, Rufino) 4. Tiraré 5. 20 Millas 6. Alma Gemela 7. Pecesito 8. Finge Que No 9. We We 10. Quédate A Mi Lado 11. Tímido 12. Yo No Sería Yo 13. Desde La Trinchera 14. Ay Amor 15. Giovanni Amore 16. No, El No Es Un Rocky 17. Me He Enamorado de Un Fan 18. Hoy Por Ti, Mañana Por Mí 19. A Cada Paso 20. Corre, Corre (En el Boulevard) 21. Encore: 22. Bazar 23. Las Mil y Una Noches 24. No Controles |

## Fechas
| Fecha                   | Ciudad           | País   | Arena / Auditorio / Estadio         |
| ----------------------- | ---------------- | ------ | ----------------------------------- |
| Norteamérica            |                  |        |                                     |
| 26 de octubre de 2014   | Querétaro        | México | Auditorio Josefa Ortiz de Domínguez |
| 20 de noviembre de 2014 | México, D. F.    | México | Auditorio Nacional                  |
| 21 de noviembre de 2014 | México, D. F.    | México | Auditorio Nacional                  |
| 20 de febrero de 2015   | Guadalajara      | México | Auditorio Telmex                    |
| 6 de marzo de 2015      | Mérida           | México | Coliseo Yucatán                     |
| 13 de marzo de 2015     | Salamanca        | México | Gimnasio Lázaro Cárdenas del Río    |
| 20 de marzo de 2015     | Mexicali         | México | Plaza de Toros Calafia              |
| 21 de marzo de 2015     | Tijuana          | México | El Trompo                           |
| 8 de abril de 2015      | Zacatecas        | México | Plaza de Armas                      |
| 16 de mayo de 2015      | Monterrey        | México | Arena Monterrey                     |
| 17 de mayo de 2015      | Monterrey        | México | Auditorio Banamex                   |
| 18 de mayo de 2015      | México D.F.      | México | Arena Ciudad de México              |
| 30 de mayo de 2015      | Tuxtla Gutiérrez | México | Poliforum Chiapas                   |